# Quinta de Tilcoco
Quinta de Tilcoco este o comună din provincia Cachapoal, regiunea O'Higgins, Chile, cu o populație de 12.379 locuitori (2012) și o suprafață de 93,2 km2.